# アプリリア・RSV1000R
RSV1000R　(アールエスブイせんアール)とは、アプリリアが製造・販売するスーパースポーツタイプの4ストローク998ccの大型自動二輪(オートバイ)である。

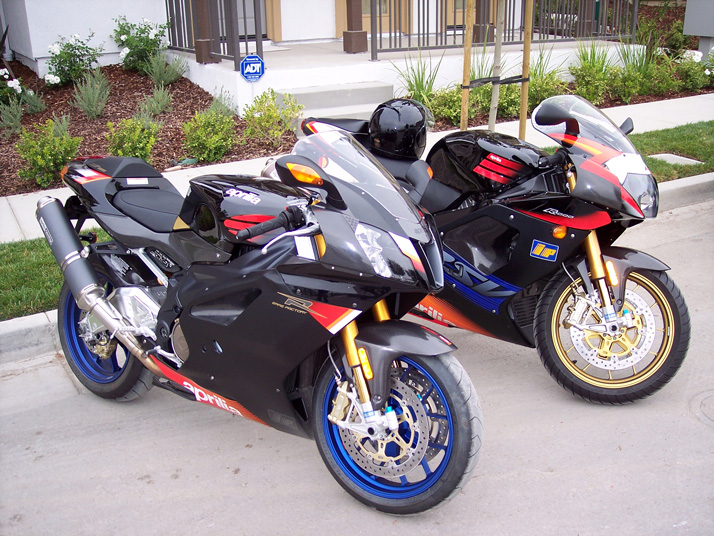
Aprilia RSV Mille FACTORY '04 and '03

## 概要
1997年、そのころドゥカティが唯一の1000ccVツインエンジン搭載のスポーツモデルを生産していたが、ホンダ・VTR1000F及びスズキ・TLが相次いで発売された。この1年後の1998年にアプリリアより現在のRSV1000Rの前身である初代RSV milleが誕生した。
RSV milleは2003年にフルモデルチェンジを受け、RSV1000Rとして生まれ変わる。新設計されたフレームはマスの集中化を目標に掲げ、フレームはヘッドパイプ位置を下げ、リアフレームも下げられた。これによって先代のクセを解消している。また、Vツインのトルク特性はどの回転域でも味がしっかりと味わえるように調教された。
RSV1000Rは2006年にマイナーチェンジを受け、エンジン特性の適正化、ハンドリングの向上などを掲げて大きな変更を受けている。また、従来型RSV1000Rで新規設計ゆえの様々なトラブルを引き起こしてきた各種部品をリファインし、高い信頼性を獲得するに至っている。

## モデル一覧
世界限定150台
apriliaRSV1000Mille-SP
日本登録数1台のホモロゲマシン
アプリリアはスーパーバイク世界選手権にRSV milleを投入するにあたり、RSV milleをベースとしたエボリューションモデルを開発する。これが、RSV mille SPというモデルである。エンジンは当時交流のあった英国コスワースがチューニングを施し、エンジン搭載位置の変更、ボアストロークの変更、更にプラグをシングルプラグにするなどで、最高出力を150psと大きく向上させたモデルである。レーシングパーツを一通り装備した、このRSV mille SPは、日本にはわずか2台だけ輸入されており、大阪府大東市のRS TAICHI阪奈本店に長く飾られていた事が知られている。

### FACTORY
RSV1000RにはFACTORY(ファクトリー)と呼ばれるペットネームを持つモデルが存在する。内容としてはフレームを黒塗装に、ブレンボ製ブレーキキャリパーをラジアルマウント式に変更、前後サスペンションをオーリンズ製へと変更、さらにOZ製アルミ鍛造ホイールや車体にカーボンパーツを採用したエボリューションモデルである。車重はカーボンパーツ採用により4kgの軽量化されている。また、2006年モデルはこのFACTORYのみ発売されている。

### NERA
FACTORYをベースとして、総カーボン製の外装、金色に塗装されたチタン製パーツなどを備えた200台限定のモデル。